# Bighorn (Colombie-Britannique)
Bighorn est une localité située dans la province de la Colombie-Britannique, dans la région de la rivière Thompson.